# 江戸相撲明和5年9月場所
江戸相撲明和5年9月場所（えどすもうめいわ5ねん9がつばしょ）は、明和5年（1767年）9月に開催された江戸相撲（大相撲の前身）の本場所。興行場所は本所回向院。

## 概要
記録が残っているうちでは初めて、本所回向院で場所が開催された。本所回向院ではこの後、19世紀半ばから20世紀初頭にかけて江戸相撲のほぼ全場所が開催されることとなる。
また、江戸相撲は通常3月頃と10月頃に開催されるのが通例であったが、この年は3月場所が半年近く延期され、9月の開催となった。

## 幕内番付・星取表
| 東               | 東               | 東             | 番付      | 西             | 西                  | 西         |
| 備考             | 成績             | 力士名         | 番付      | 力士名         | 成績                | 備考       |
| ---------------- | ---------------- | -------------- | --------- | -------------- | ------------------- | ---------- |
| 新大関（第30代） | 全休             | 須磨関浪右エ門 | 大関      | 大渡三太夫     | 1敗7休              | （第31代） |
|                  | 3勝4敗1休        | 富士ヶ嶽吉太夫 | 関脇      | 関ノ戸億右衛門 | 5勝1無勝負2休       |            |
|                  | 5勝1預2休        | 雪見山堅太夫   | 小結      | 艫綱良助       | 5勝1預2休           |            |
|                  | 4勝1預2無勝負1休 | 越ノ海勇藏     | 前頭筆頭  | 玉垣鷲之助     | 1勝1敗1預5休        |            |
|                  | 全休             | 置塩川巻右エ門 | 前頭2枚目 | 盤井川逸八     | 全休                |            |
|                  | 全休             | 今碇嘉蔵       | 前頭3枚目 | 白川志賀右エ門 | 3勝1敗1預1無勝負2休 |            |

## 備考
- この時代の江戸相撲においては優勝力士という概念は存在していないが、後に定められた優勝制度を遡って準用することができる。本場所においては、関ノ戸が優勝に相当する力士であるとみなすことができる。その他、雪見山・艫綱が優勝同点相当である（優勝制度制定当初は、番付上位者優勝制度を採用していた）。
- 当時の強豪力士の中で当場所不参加のものが相次ぎ、幕内はわずか12人の編成となった。更に休場者が5人も出たため、幕下力士の一部は中入り前後で1日2番とったという[1]。